# Tandläkaren 2
Tandläkaren 2 (The Dentist 2: Brace Yourself) är en amerikansk skräckfilm från 1998 med Corbin Bernsen i huvudrollen.

## Handling
Den sadistiska tandläkaren Alan Feinstone sitter inspärrad på ett mentalsjukhus efter händelserna i Tandläkaren, men han lyckas fly och bosätter sig i den lilla staden Paradise i Missouri. Där han tar en falsk identitet som Lawrence (Larry) Caine. Alan Feinstone försöker glömma sitt förflutna och vara normal men snart går saker fel och ingen går ännu en gång säker ifrån den sadistiska tandläkarens borr. Hans ex-fru Brooke som överlevde Feinstones tortyr i första filmen hjälper nu polisen med att försöka hitta Alan.

## Kuriosa
Filmen är inspirerad av den verkliga tandläkaren och seriemördaren Glennon Engleman.
1. ↑  Writers Guild of America projekt-ID: 1054856, läs online, läst: 19 november 2020.[källa från Wikidata]